# 章日照
章日照，順天大興人，清朝官员。

## 生平
1742年（乾隆七年）上任台灣竹塹巡檢，是吏員。為第五任竹塹巡檢，奉旨接替徐垣。